# Soluna Samay (album)
Soluna Samay er det selvbetitlede andet studiealbum af den danske singer-songwriter Soluna Samay. Albummet udkom den 17. juni 2013, som den første udgivelse på Remee og Chief 1s selskab RE:A:CH i samarbejde med Sony Music. Albummet var oprindeligt sat til at udkomme den 27. maj, men udgivelsesdatoen blev flyttet pga. tekniske vanskeligheder. Albummet er hovedsageligt skrevet af Chief 1, Isam B, og Remee, og er produceret af Chief 1. Soluna Samay opnåede ikke en placering i top 40 på album-hitlisten.
Soluna Samay vandt Dansk Melodi Grand Prix 2012 i januar med sangen "Should've Known Better", der var skrevet af Remee, Isam B, Amir Sulaiman, og Chief 1. Sangen opnåede en førsteplads på download-hitlisten, hvilket er første gang siden "Believe Again" af Niels Brinck i 2009. "Should've Known Better" har efterfølgende modtaget guld for både download og streaming, samt ligget i top 5 på airplay-listen. Albummets anden single, "Come Again (The Quetzal)" fik ikke samme succes, men blev et mindre radiohit med en placering som nummer 18 på airplay-listen.

## Spor
| #   | Titel                                | Sangskriver(e)                                                   | Længde |
| --- | ------------------------------------ | ---------------------------------------------------------------- | ------ |
| 1.  | "Humble"                             | Isam B, Kay&Ndustry, Remee, Amir Sulaiman, Chief 1, Soluna Samay | 3:52   |
| 2.  | "Should've Known Better"             | Remee, Isam B, Sulaiman, Chief 1                                 | 3:34   |
| 3.  | "Heartbreaker"                       | Remee, Isam B, Chief 1                                           | 3:33   |
| 4.  | "History 101"                        | Chief 1, Isam B, Julia Fabrin, Samay                             | 3:57   |
| 5.  | "Come Again (The Quetzal)"           | Isam B, Samay, Chief 1, Remee, Bjørn Banke                       | 3:49   |
| 6.  | "Dj's and Strippers"                 | Remee, Samay, Chief 1                                            | 3:44   |
| 7.  | "L.O.V.E (If Women Ruled the World)" | Isam B, Chief 1, Samay, Fabrin, Lars Vissing                     | 2:51   |
| 8.  | "Up and Down"                        | Samay, Isam B, Chief 1                                           | 3:34   |
| 9.  | "Fire"                               | Samay, Isam B, Chief 1                                           | 3:30   |
| 10. | "Famous"                             | Remee, Isam B                                                    | 3:02   |

## Singler
| År                                                               | Titel                                | Højeste placering | Højeste placering | Højeste placering | Højeste placering | Højeste placering | Certificering                                   |
| År                                                               | Titel                                | Danmark           | Belgien           | Schweiz           | Tyskland          | Østrig            | Certificering                                   |
| ---------------------------------------------------------------- | ------------------------------------ | ----------------- | ----------------- | ----------------- | ----------------- | ----------------- | ----------------------------------------------- |
| 2012                                                             | "Should've Known Better"             | 1                 | 66                | 67                | 51                | 51                | - Danmark: - Guld (download) - Guld (streaming) |
| 2012                                                             | "Come Again (The Quetzal)"           | —                 | —                 | —                 | —                 | —                 |                                                 |
| 2012                                                             | "Humble"                             | —                 | —                 | —                 | —                 | —                 |                                                 |
| 2013                                                             | "L.O.V.E (If Women Ruled the World)" | —                 | —                 | —                 | —                 | —                 |                                                 |
| "—" markerer en udgivelse der ikke opnåede en hitlisteplacering. |                                      |                   |                   |                   |                   |                   |                                                 |